# Pachycephus smyrnensis
Pachycephus smyrnensis is een vliesvleugelig insect uit de familie van de halmwespen (Cephidae). De wetenschappelijke naam van de soort is voor het eerst geldig gepubliceerd in 1876 door J. P. E. F. Stein.